# Teofil Părăian
Teofil Părăian, născut Ioan Părăian, (n. 3 martie 1929, Topârcea, județul Sibiu – d. 29 octombrie 2009, Cluj) a fost un duhovnic ortodox român.

## Date biografice
Ioan Părăian s-a născut orb,  într-o familie de țărani din satul Topârcea, județul Sibiu.
Între anii 1935–1940 a urmat cursurile școlii primare pentru nevăzători din Cluj. A continuat apoi, între 1942–1943, cursurile la o școală pentru nevăzători din Timișoara. A făcut cursuri liceale la Timișoara, la un liceu teoretic pentru văzători (1943 – 1948). În această perioadă l-a cunoscut pe părintele Arsenie Boca, de la care a deprins rugăciunea inimii și a dorit să intre în călugărie, dar părintele Arsenie l-a sfătuit  să facă mai întâi facultatea. A fost student la Institutul Teologic din Sibiu, ale cărui cursuri le-a urmat între anii 1948 și 1952.
La 1 aprilie 1953 intră în obștea Mănăstirea Brâncoveanu de la Sâmbăta de Sus.

La 15 august 1953 este tuns în monahism, primind numele de Teofil.

La 15 august 1960 este hirotonit diacon.

La 13 mai 1983 este hirotonit preot.

La 8 septembrie 1988 este hirotonit arhimandrit.
După 1990 susține sute de conferințe cu teme religioase în peste 80 de localități din toată țara și în Europa Occidentală.

## Distincții
A fost decorat în noiembrie 2002 cu Ordinul național Pentru Merit în grad de Cavaler „pentru crearea și transmiterea cu talent și dăruire a unor opere literare semnificative pentru civilizația românească și universală”.

## Cărți
- Ne vorbește Părintele Teofil (Editura Episcopiei Romanului, Roman, 1997)
- Duhovnici români în dialog cu tinerii (Editura Bizantină, București, 1997)
- Lumini de gînd (Editura Antim, Cluj Napoca 1997; ediția a II-a, Editura Teognost, Cluj Napoca 2003)
- Gînduri bune pentru gînduri bune (Editura Mitropoliei Banatului, Timișoara 1997)
- Prescuri pentru cuminecături (Editura Arhiepiscopiei Timișoarei, Timișoara 1998)
- Cuvinte către tineri (Editura Omniscop, Craiova, 1998)
- Din vistieria inimii mele (Editura ASCOR Craiova, Craiova 2000)
- Întîmpinări (Editura Sophia, București 2000)
- Pentru cealaltă vreme a vieții noastre (Editura Deisis, Sibiu, 2001) ediție îngrijită de Fabian Anton
- Veniți de luați bucurie – o sinteză a gîndirii Părintelui Teofil în 750 de capete (Editura Teognost, Cluj Napoca, 2001)
- Darurile Învierii (Editura ASCOR Craiova, Craiova 2002)
- Cuvinte lămuritoare – articole și scrisori (Editura Teognost, Cluj Napoca, 2002)
- Amintiri despre duhovnicii pe care i-am cunoscut (Editura Teognost, Cluj Napoca, 2003)
- Maica Domnului – Raiul de taină al Ortodoxiei (Editura Eikon, Cluj Napoca, 2003) ediție îngrijită de Fabian Anton
- Să luam aminte! (Editura Reîntregirea, Alba Iulia, 2003)
- Cine sînt eu, ce spun eu despre mine (Sibiu, 2003)
- Hristos în mijlocul nostru (Editura Eikon, Cluj Napoca, 2003) ediție îngrijită de Fabian Anton
- Fericirile (Editura Eikon, Cluj Napoca, 2003) ediție îngrijită de Fabian Anton
- Credința lucrătoare prin iubire. Predici la duminicile de peste an (Editura Agaton, Făgăraș, 2004)
- Bucuriile credinței (Editura Mitropoliei Olteniei, Craiova, 2004)
- Gînduri senine (Editura ASAB, București, 2005)
- Sărbători Fericite! Predici la praznice și sărbători (Editura Agaton, Făgăraș, 2005)
- Punctele cardinale ale ortodoxiei (Editura Lumea Credinței, București, 2005) ediție îngrijită de Fabian Anton
- Din ospățul credinței (Editura Mitropoliei Olteniei, Craiova, 2005)
- Gîndiți frumos. Convorbiri la ocazii speciale (Editura Teognost, Cluj Napoca, 2006)
- Cum putem deveni mai buni. Mijloace de îmbunătățire sufletească. Îndrumător ortodox (Editura Mitropoliei Olteniei, Craiova, 2007)
- Din ospățul credinței. Volumul 2: Răspunsuri la întrebări ale credincioșilor (Editura Mitropoliei Olteniei, Craiova, 2007)
- Sa gandim frumos ca sa traim frumos Antologie de cuvinte duhovnicesti din scrierile (Editura Agaton, Fagaras 2012)